# Da-xiang Song
Da-xiang Song (abreviado Song) en chino 宋大祥 (9 de mayo de 1935 - 25 de enero de 2008) fue un aracnólogo chino.
Trabajó en la Universidad de Hebei.

## Taxones descritos
| - Alenatea Song & Zhu, 1999 - Alenatea touxie Song & Zhu, 1999 - Alenatea wangi Zhu & Song, 1999 - Allagelena Zhang, Zhu & Song, 2006 - Alloclubionoides pseudonariceus (Zhang, Zhu & Song, 2007) - Alloclubionoides rostratus (Song, Zhu, Gao & Guan, 1993 ) - Alloclubionoides triangulatus (Zhang, Zhu & Song, 2007) - Alloclubionoides trisaccatus (Zhang, Zhu & Song, 2007) - Alopecosa aurita Chen, Song & Kim, 2001 - Alopecosa curtohirta Tang, Urita & Song, 1993 - Alopecosa hingganica Tang, Urita & Song, 1993 - Alopecosa huabanna Chen, Song & Gao, 2000 - Alopecosa hui Chen, Song & Kim, 2001 - Alopecosa linzhan Chen & Song, 2003 - Alopecosa nagpag Chen, Song & Kim, 2001 - Alopecosa ovalis Chen, Song & Gao, 2000 - Alopecosa spinata Yu & Song, 1988 - Capsulia tianmushana (Chen & Song, 1987) - Dianleucauge Song & Zhu, 1994 - Dianleucauge deelemanae Song & Zhu, 1994 - Dianpisaura Zhang, Zhu & Song, 2004 - Dolomedes costatus Zhang, Zhu & Song, 2004 - Drassodes uritai Tang, Oldemtu, Zhao & Song, 1999 - Ebelingia hubeiensis Song & Zhao, 1994 - Ebrechtella forcipata Song & Zhu, 1993 - Gnaphosa belyaevi Ovtsharenko, Platnick & Song, 1992 - Gnaphosa betpaki Ovtsharenko, Platnick & Song, 1992 - Gnaphosa campanulata Zhang & Song, 2001 - Gnaphosa caucasica Ovtsharenko, Platnick & Song, 1992 - Gnaphosa dege Ovtsharenko, Platnick & Song, 1992 - Gnaphosa eskovi Ovtsharenko, Platnick & Song, 1992 - Gnaphosa ilika Ovtsharenko, Platnick & Song, 1992 - Gnaphosa kamurai Ovtsharenko, Platnick & Song, 1992 - Gnaphosa kuldzha Ovtsharenko, Platnick & Song, 1992 - Gnaphosa kurchak Ovtsharenko, Platnick & Song, 1992 - Gnaphosa ovchinnikovi Ovtsharenko, Platnick & Song, 1992 - Gnaphosa primorica Ovtsharenko, Platnick & Song, 1992 - Gnaphosa pseashcho Ovtsharenko, Platnick & Song, 1992 - Gnaphosa pseudoleporina Ovtsharenko, Platnick & Song, 1992 | - Gnaphosa reikhardi Ovtsharenko, Platnick & Song, 1992 - Gnaphosa saurica Ovtsharenko, Platnick & Song, 1992 - Gnaphosa steppica Ovtsharenko, Platnick & Song, 1992 - Gnaphosa tarabaevi Ovtsharenko, Platnick & Song, 1992 - Gnaphosa tumd Tang, Song & Zhang, 2001 - Gnaphosa ukrainica Ovtsharenko, Platnick & Song, 1992 - Gnaphosa zhaoi Ovtsharenko, Platnick & Song, 1992 - Gnaphosa zonsteini Ovtsharenko, Platnick & Song, 1992 - Gnaphosa zyuzini Ovtsharenko, Platnick & Song, 1992 - Guizygiella Zhu, Kim & Song, 1997 - Heptathela hunanensis Song & Haupt, 1984 - Heptathela yunnanensis Song & Haupt, 1984 - Hongkongia Song & Zhu, 1998 - Huangyuania tibetana Song & Li, 1990 - Micromisumenops xiushanensis (Song & Chai, 1990) - Nanningia Zhu, Kim & Song, 1997 - Nanningia zhangi Zhu, Kim & Song, 1997 - Nasoonaria Wunderlich & Song, 1995 - Nasoonaria sinensis Wunderlich & Song, 1995 - Qianlingula Zhang, Zhu & Song, 2004 - Qianlingula bilamellata Zhang, Zhu & Song, 2004 - Qianlingula jiafu Zhang, Zhu & Song, 2004 - Qianlingula turbinata Zhang, Zhu & Song, 2004 - Qiyunia Song & Xu, 1989 - Qiyunia lehtineni Song & Xu, 1989 - Sanmenia Song & Kim, 1992 - Sinanapis Wunderlich & Song, 1995 - Solenysa longqiensis Li & Song, 1992 - Solenysa wulingensis Li & Song, 1992 - Taira latilabiata Zhang, Zhu, Song, 2008 - Taira sulciformis Zhang, Zhu, Song, 2008 - Tibetia Zhang, Zhu & Song, 2006 - Typopeltis guangxiensis Haupt & Song, 1997 - Weintrauboa yunnan Yang, Zhu & Song, 2006 - Wolongia Zhu, Kim & Song, 1997 - Wolongia guoi Zhu, Kim & Song, 1997 - Wolongia wangi Zhu, Kim & Song, 1997 - Xizangia Song, Zhu & Zhang, 2004 - Xizangia rigaze Song, Zhu & Zhang, 2004 |

## Abreviatura (zoología)
La abreviatura Song  se emplea para indicar a Da-xiang Song como autoridad en la descripción y taxonomía en zoología.